# Evan Neufeldt
Evan Neufeldt (* 16. Juni 1987 in Saskatoon, Saskatchewan) ist ein kanadischer Skeletonpilot.

## Werdegang
Evan Neufeldt wuchs in Saskatchewan auf und betrieb während seiner Schul- und Studienzeit mehrere Sportarten, darunter Leichtathletik und Ultimate Frisbee. Nach einer Schulterverletzung 2010, wegen der er sein Studium unterbrechen musste, stieß er 2011 zum Skeletonsport und zog nach Calgary. Ende 2013 nahm er erstmals am Nordamerikacup teil und wurde im Januar 2014 bereits Zweiter in Lake Placid.
In der Saison 2014/15 startete Neufeldt zunächst im Intercontinentalcup, wo er einen zehnten und zwei achte Ränge belegte. Im Januar 2015 gab er daraufhin sein Debüt im Weltcup mit einem 19. Platz in Altenberg. Schon zwei Wochen später fuhr er als Achter in St. Moritz unter die Top 10. Bei der Weltmeisterschaft 2015 in Winterberg belegte er den 23. Rang. 2015/16 nahm er an allen acht Saisonrennen des Intercontinentalcups teil, wo er nach Platzierungen zwischen den Rängen 6 und 11 im Endklassement Vierter wurde.